# باسوس
باسوس إحدى قرى مركز القناطر الخيرية التابع لمحافظة القليوبية بجمهورية مصر العربية.

## التاريخ
ذكرها علي مبارك في كتابه الخطط التوفيقية باسم "بيسوس"، حيث ذكر أنها من قرى مديرية القليوبية، وأنها كانت من مراكز حمام الرسائل بين القاهرة ودمياط، وقد أوقفها الملك الصالح إسماعيل على كسوة الكعبة عام 743 هـ، وتشتهر بزراعة البطيخ والشمام والقثاء.

## السكان
بلغ عدد سكان باسوس 49,574 نسمة، حسب الإحصاء الرسمي لعام 2006.